# Жильцов, Виктор Васильевич
Виктор Васильевич Жильцов (1925, Москва — ?) — советский футболист, нападающий, тренер. Игрок в хоккей с мячом.

## Биография
Воевал на 1-м Дальневосточном фронте, сержант, командир отделения связи 462-го отдельного самоходного артидивизиона. Награждён медалью «За отвагу». В 1947—1951 годах играл за армейскую команду Хабаровска по хоккею с мячом. В 1948—1955 также играл за ДО / ОДО Хабаровск в первенстве СССР по футболу, занял с командой второе место в чемпионате РСФСР среди клубных команд в 1950 году.
Работал старшим тренером в командах низших лиг СКВО Хабаровск (1958—1959), «Колхозник» / «Колос» Полтава (1960—1964, 1966), «Звезда» Кировоград (1965), «Десна» Чернигов (1967), «Авангард» Коломна (1968), «Вулкан» Петропавловск-Камчатский (1970—1972).